# 휴게소

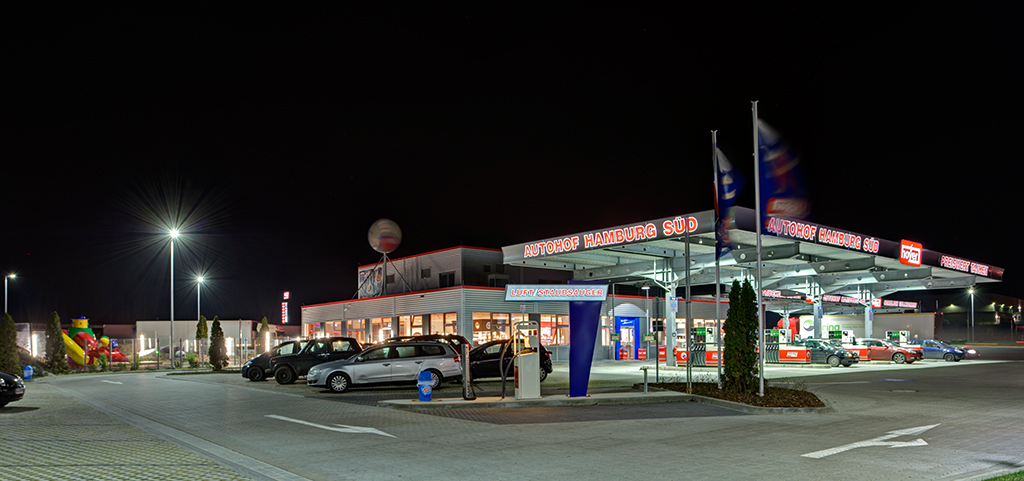
독일 니더작센주 아우토반 근처 오토호프(autohof)에 딸려 있는 주유소. 오토호프는 휴게소처럼 기름, 식사, 휴식 공간을 제공한다.

휴게소(休憩所, 영어: rest area, motorway service area, travel plaza, rest stop, oasis, service area, rest and service area, resto, service plaza, lay-by, service centre)는 고속도로와 일반 간선도로(국도 등)에 설치된 편의시설로서, 운전자와 승객의 휴식 및 편의를 제공하는 곳을 말한다. 기본적으로 이용 차량들이 주정차 할 수 있는 주차공간, 음식을 먹을 수 있는 식당, 각종 용품을 구매할 수 있는 편의점 및 화장실 등을 갖추고 있다. 이러한 휴게소의 설치와 운영은 이용객의 편의를 제공 할 뿐만 아니라, 운전자의 피로로 인한 졸음운전이나 갑작스런 차량 고장 등의 사고를 예방하는 역할을 하기도 한다.
설치 기준은 국가마다 다른데, 대한민국의 경우 교통 부문을 총괄하는 행정 부처인 국토교통부에 의해 고속도로에 휴게소를 설치하는데 있어서 휴게소와 휴게소 간의 간격은 최대 25km를 넘지 않아야 한다는 기준이 마련되어 있다.
대한민국에서 고속도로와 일반 간선도로의 휴게소의 영문 명칭은 종합 휴게소와 간이 휴게소 구분 없이 서비스 에어리어(SA, Service Area)로 불리며, 도로표지규칙 별표3의 휴게소 중에서 간이 휴게소라는 구분의 표지는 존재하지 않는다. 도로표지규칙 별표3의 휴게소 표지의 구분은 종합 휴게소와 소풍 휴게소, 간이 매점 등으로 구분된다. 여기에서 소풍 휴게소와 간이 매점 등이 간이 휴게소를 알리는 표지인 것으로 보이지만, 고속도로가 아닌 일반 간선도로인 경우에는 간이 휴게소와 같은 수준의 종합 휴게소도 존재하는 경우도 있다.

## 갤러리

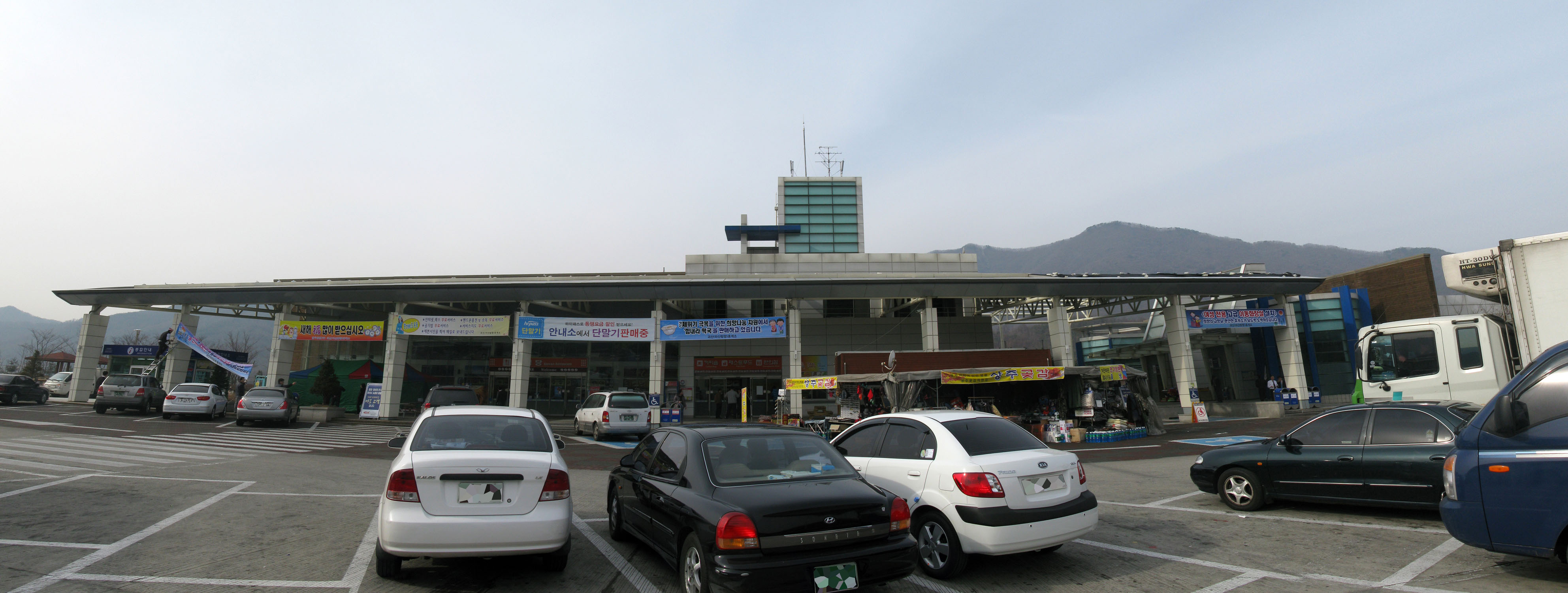
괴산 휴게소
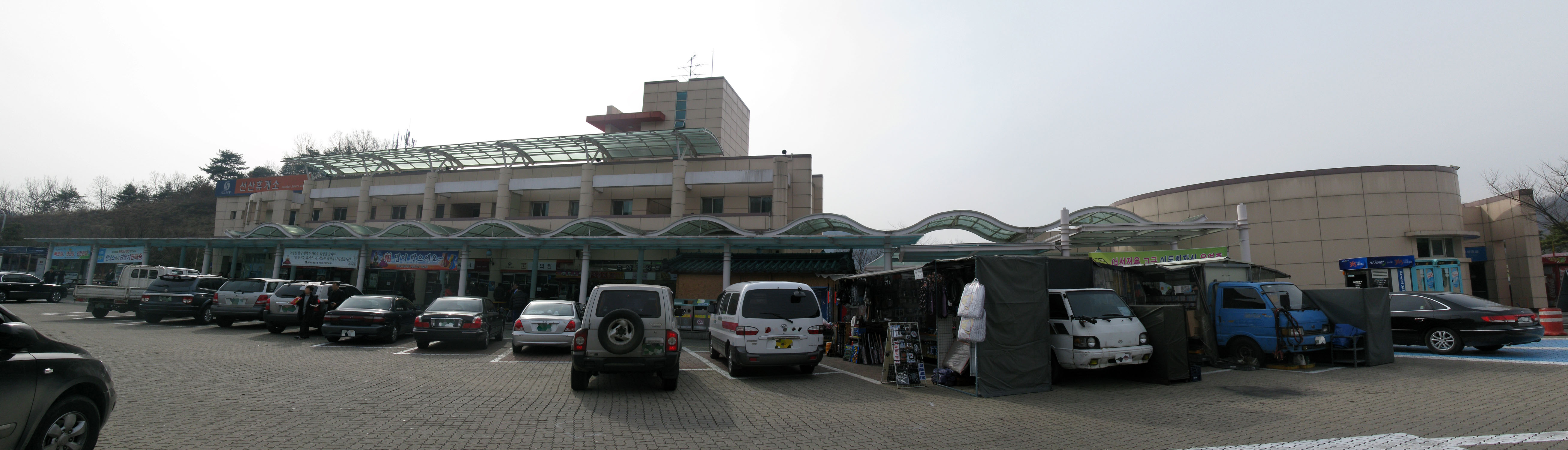
선산휴게소
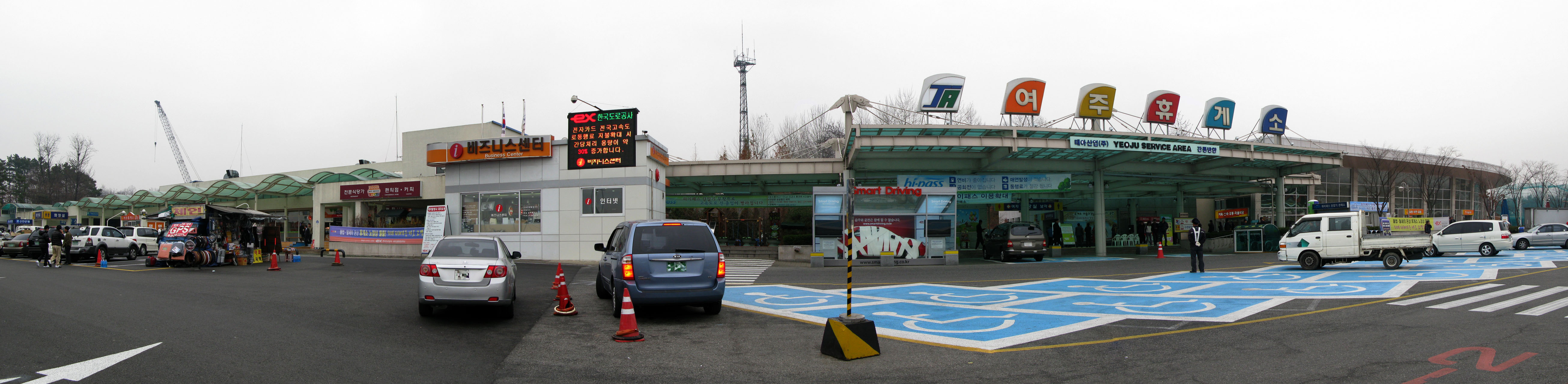
여주휴게소
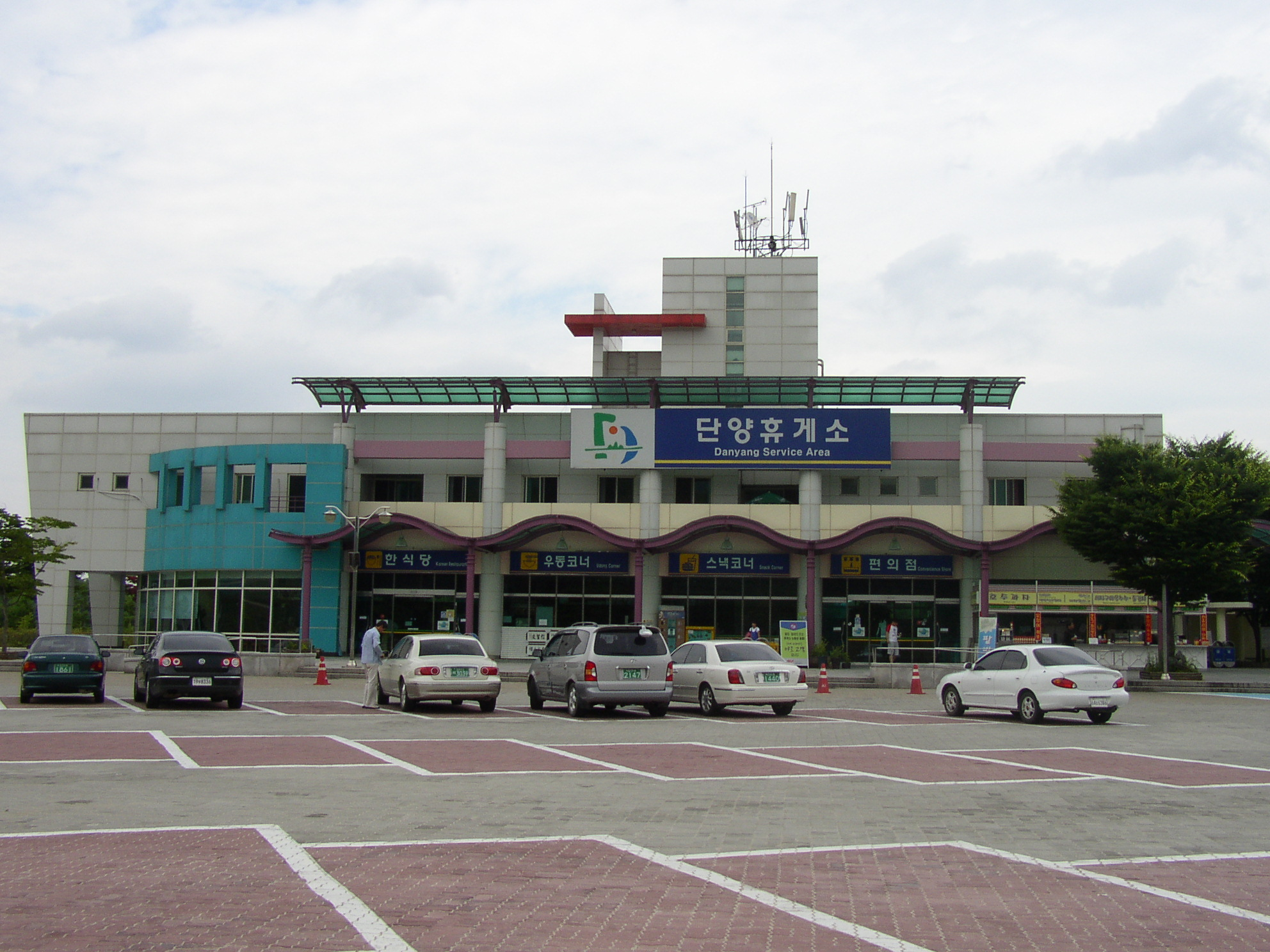
단양 휴게소
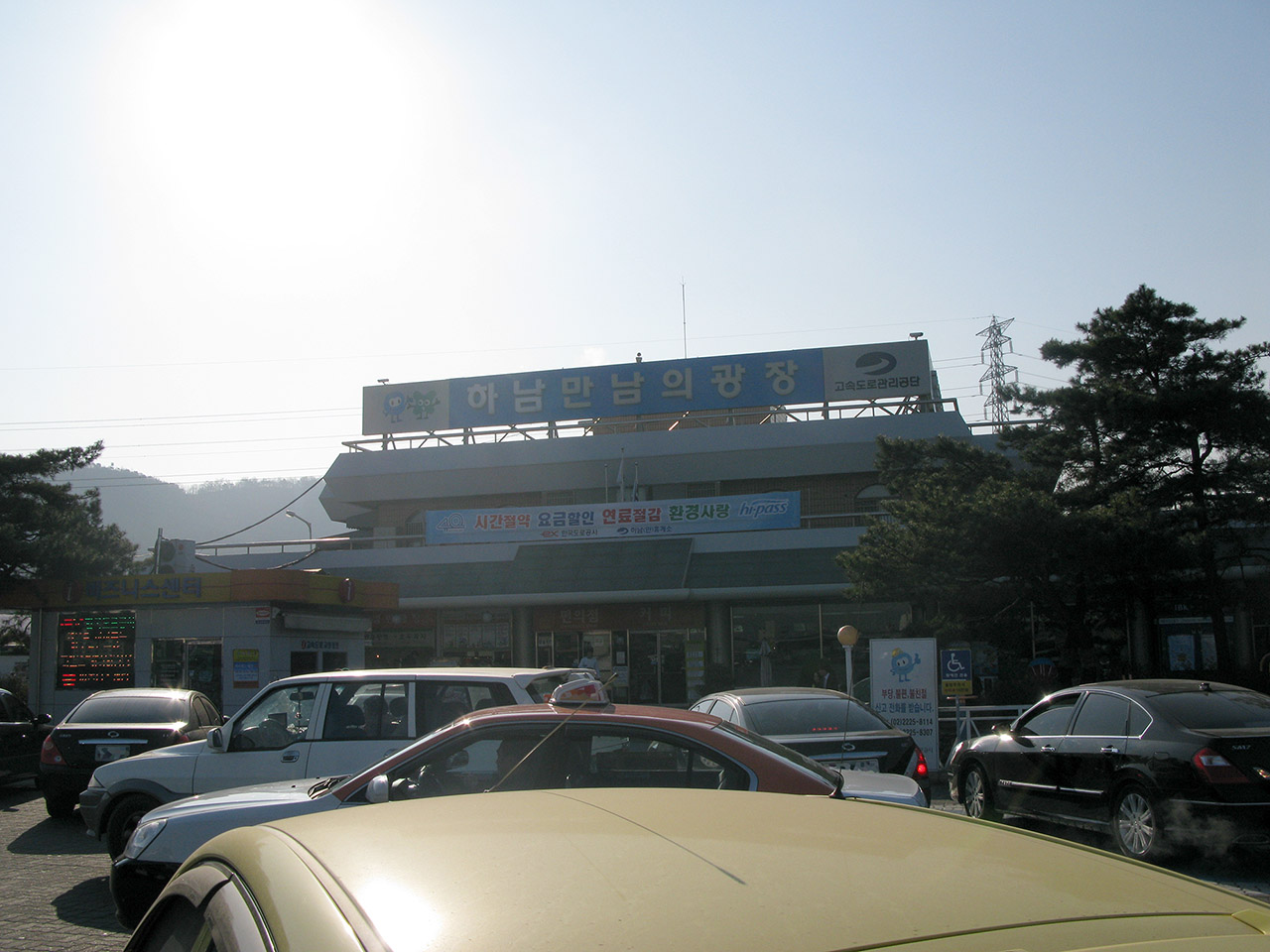
하남드림휴게소(구.하남만남의광장휴게소)(명칭 변경 전)
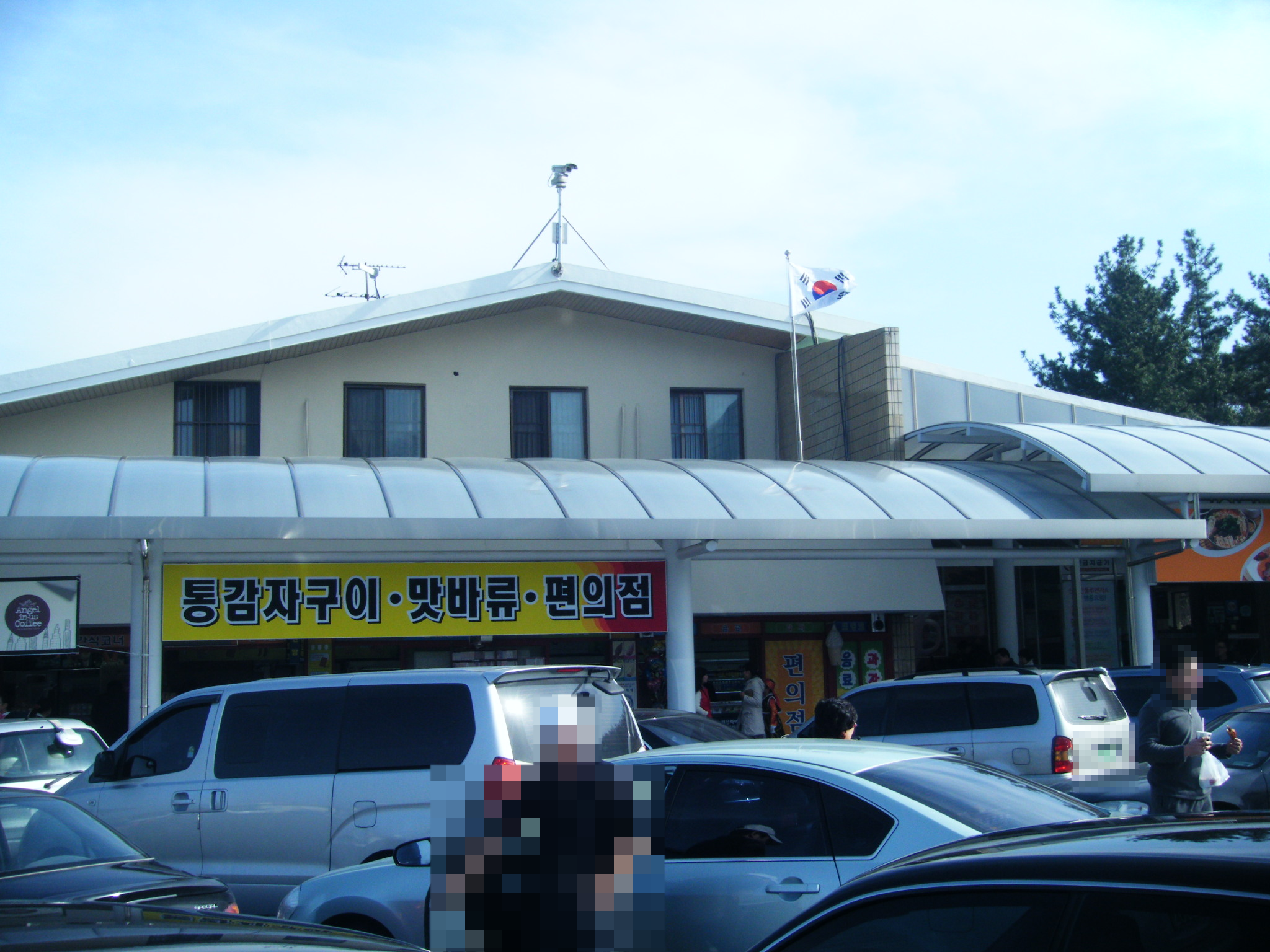
언양휴게소
송산포도휴게소
입장거봉포도휴게소(구 입장휴게소)
음식 매점
자율식당 · 편의점
호두과자, 즉석 식품 판매점
무상 점검 서비스
내고장 으뜸산품 판매점
휴게소 내부
화장실
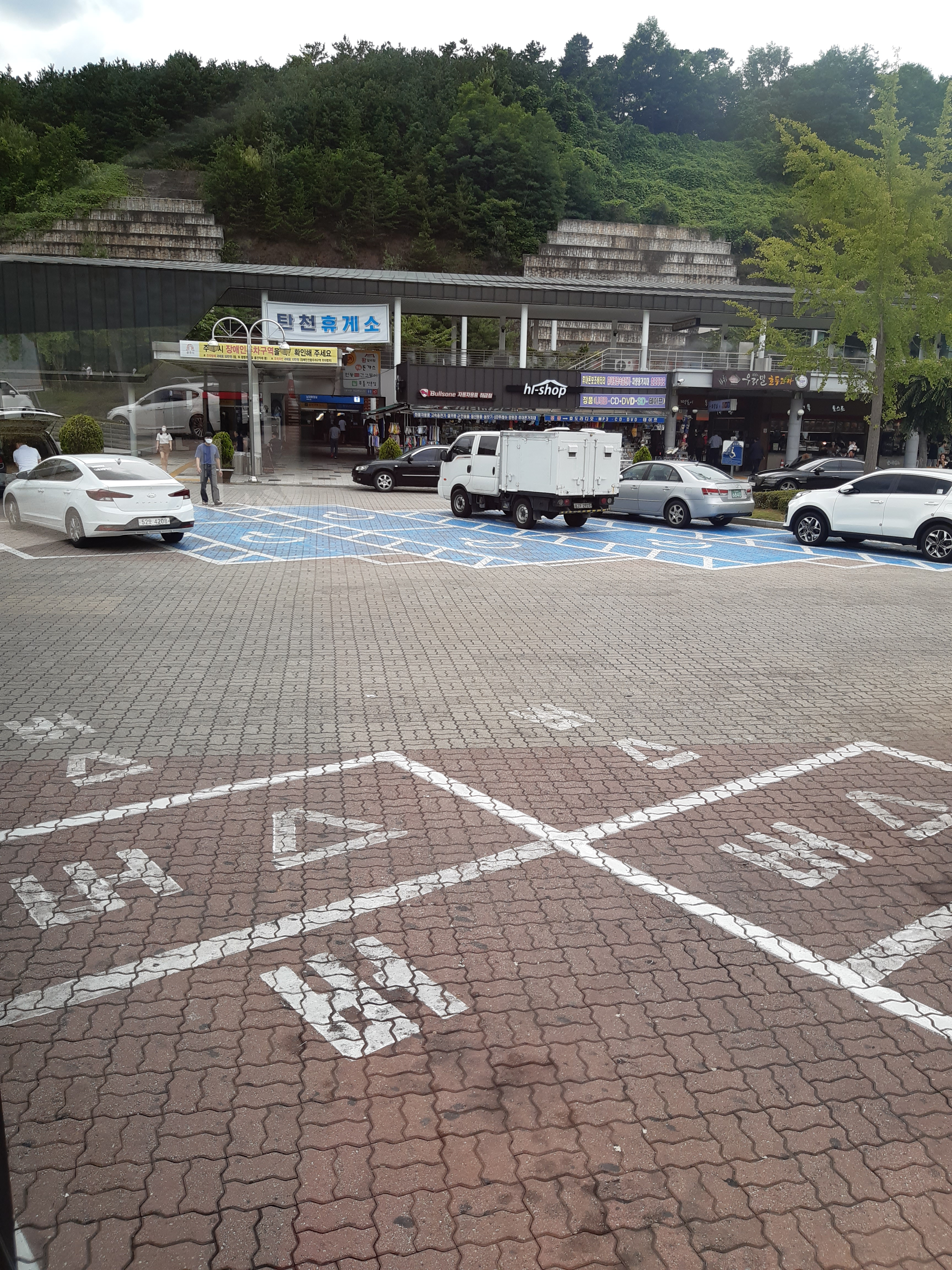
탄천휴게소

## 같이 보기
- 졸음쉼터
- 간이 휴게소
- 미치노에키
- 원#지역